# Schalowturako
Der Schalowturako (Tauraco schalowi) ist eine Vogelart aus der Gattung der Helmturakos (Tauraco) und gehört zu der Familie der Turakos (Musophagidae).
Die Art wurde früher als konspezifisch mit dem Langschopfturako (Tauraco livingstonii) und dem Federhelmturako (Tauraco corythaix) angesehen, unterscheidet sich aber genetisch, im Gefieder und in der Lautgebung.

## Vorkommen

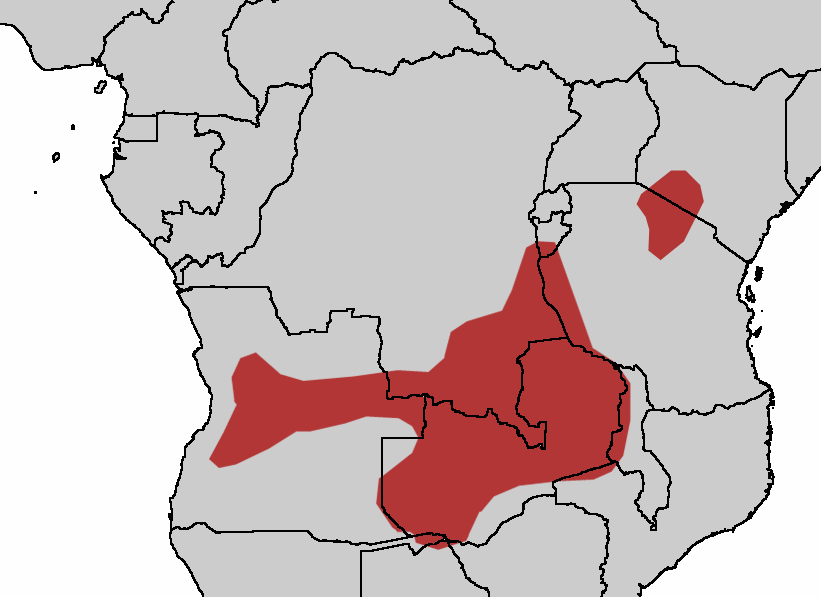
Verbreitung des Schalowturakos

Der Schalowturako kommt von Westangola und der Demokratischen Republik Kongo bis Westtansania, südlich bis Nordostnamibia, Nordbotswana und Westmosambik vor.
Der Lebensraum umfasst vorzugsweise feuchte Waldgebiete, Dickichte und Galeriewald von 600 bis 2500 m Höhe.
Die Art ist Standvogel.
Das Artepitheton bezieht sich auf Herman Schalow.

## Beschreibung
Der Schalowturako ist 41 bis 44 cm groß, das Männchen wiegt zwischen 236 und 261, das Weibchen zwischen 208 und 267 g. Dieser Turako ist leuchtend grün mit auffallender langer, weicher, nach vorne weisender Haube mit weißen Spitzen. Er hat einen kurzen weißen Überaugenstreif und einen längeren weißen Unteraugenstreif, die ungefiederte Haut ums Auge ist leuchtend rot, die Flugfedern sind hellrot, die Flügeldecken grün mit etwas Blau. Der Schwanz ist dunkel purpur bis schwarz, der Schnabel ist rot.
Die Geschlechter unterscheiden sich nicht. Die Federhaube ist deutlich länger und mehr mit Rüschen versehen als beim Langschopfturako (Tauraco livingstonii), der Schwanz hat einen violett-blauen Schimmer. Der weiße Unteraugenstreif ist schmaler und der rote Augenring etwas breiter. Jungvögel sind zunächst bräunlich mit kürzerer Haube und kleinerem Flügelstreif.

## Geografische Variation
Die Art wird als monotypisch angesehen.
Die International Ornithologists’ Union unterscheidet jedoch folgende Unterarten:
- T. s. chalcolophus Neumann, 1895, – Tansania
- T. s. loitanus Neumann, 1908, – Südwestkenia
- T. s. schalowi (Reichenow, 1891), Nominatform, – Angola und Westsambia
- T. s. marungensis Reichenow, 1902, – Südosten der Demokratischen Republik Kongo und Sambia bis Malawi, Südwesttansania und Mosambik

## Stimme
Der Ruf wird als Folge von 6 bis 10 schrillen Krächzlauten beschrieben, anfangs kürzer, weniger harsch und mit längeren Abständen „woh....woh....rrah..rraah..rraah..rraah..rraah“. Dabei wird der Schwanz leicht nach unten, der Kopf nach vorne gehalten. Mehrere Vögel können einen aufgeregten Chor bilden, der ein ineinander übergehendes Krächzen bildet.

## Lebensweise
Der Vogel ernährt sich überwiegend von Früchten, gerne u. a. Breitblättrige Steineibe (Podocarpus latifolius), Olea capensis, Syzygium ähnlich wie der Langschopfturako (Tauraco livingstonii).
Die Brutzeit liegt zwischen Dezember und März in Tansania, zwischen Juli und Oktober in Kenia, zwischen Oktober bis Dezember in Malawi, bis Januar in Sambia. Das Nest wird 3 bis 10 m über dem Erdboden in besonders dichten Baum- oder Buschabschnitten gebaut. Das Gelege besteht aus 2 ovalen Eiern von glanzlosem Weiß. Gebrütet wird von beiden Elternvögeln über 20 bis 22 Tage.

## Gefährdungssituation
Die Art gilt als nicht gefährdet (Least Concern).